# Hôtel de Fillière de Charrouihl
L'hôtel de Fillière de Charrouihl est un monument situé dans la ville du Puy-en-Velay dans le département de la Haute-Loire.
Les façades et les toitures, le vestibule, le grand salon et la salle à manger au rez-de-chaussée avec leur décor, le petit salon au premier étage avec son décor sont inscrits au titre des monuments historiques par arrêté du 21 décembre 1977.